# Onchidiopsis glacialis
Onchidiopsis glacialis är en snäckart som först beskrevs av Michael Sars 1851.  Onchidiopsis glacialis ingår i släktet Onchidiopsis och familjen Lamellariidae. Inga underarter finns listade i Catalogue of Life.